# Hoplitis xinjiangensis
Hoplitis xinjiangensis är en biart som beskrevs av Wu 1987. Hoplitis xinjiangensis ingår i släktet gnagbin, och familjen buksamlarbin. Inga underarter finns listade i Catalogue of Life.